# 特朗布莱 (伊勒-维莱讷省)
特朗布莱（法語：Tremblay，法語發音：[tʁɑ̃blɛ]）是法国伊勒-维莱讷省的一个旧市镇，位于该省东北部，属于富热尔-维特雷区。2019年1月1日，特朗布莱和相邻的另外3个市镇合并为新市镇瓦勒库埃农（Val-Couesnon）。

## 地理
特朗布莱（48°25'20"N, 1°28'33"W）面积36.22 平方千米，位于法国布列塔尼大區伊勒-维莱讷省，该省份为法国西北部沿海省份，位于布列塔尼半岛东部，北濒大西洋，西接阿摩尔滨海省和莫尔比昂省，南至大西洋卢瓦尔省，西南端接曼恩-卢瓦尔省，东临马耶讷省，东北与芒什省接壤。
与特朗布莱接壤的市镇（或旧市镇、城区）包括：昂特兰、巴祖日拉佩鲁斯、绍维涅、科格勒、拉丰特内勒、里穆、罗马济、圣布里斯昂科格勒、圣马克勒布朗、圣旺拉鲁埃里。

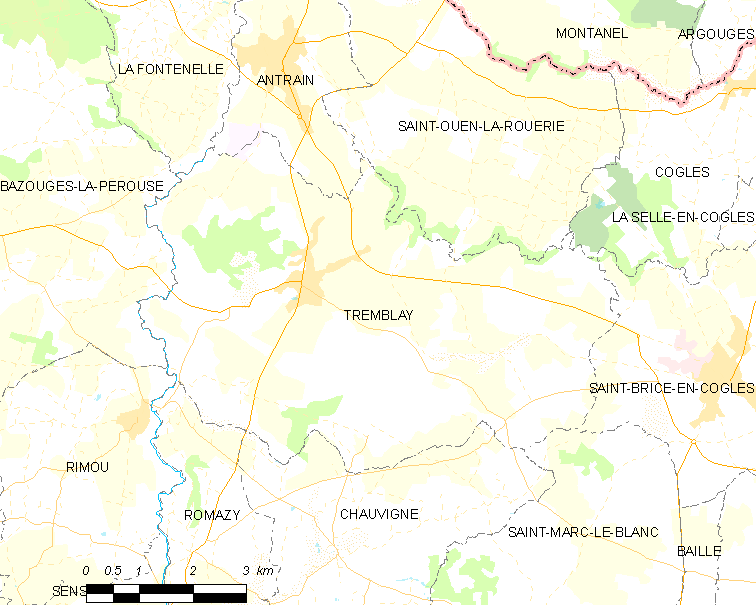
的OSM定位图

特朗布莱的时区为UTC+01:00、UTC+02:00（夏令时）。

## 行政
特朗布莱的邮政编码为35460，INSEE市镇编码为35341。

## 政治
特朗布莱所属的省级选区为瓦勒库埃农县。

## 人口

1962-2008年间人口变化图示

特朗布莱于2018年1月1日时的人口数量为1493人。